# Pierrefeu-du-Var
Pierrefeu-du-Var este o comună în departamentul Var din sud-estul Franței. În 2009 avea o populație de 3.296 de locuitori.

## Evoluția populației
| An        | 1975  | 1982  | 1990  | 1999  | 2006  | 2009  |
| --------- | ----- | ----- | ----- | ----- | ----- | ----- |
| Populație | 1.674 | 1.789 | 2.338 | 2.598 | 3.025 | 3.296 |